# 鉾田市立鉾田北小学校
鉾田市立鉾田北小学校（ほこたしりつほこたきたしょうがっこう）とは、茨城県鉾田市上冨田にある公立小学校。スローガンは「五つ星」である。

## 概要
徳宿小学校・大和田小学校・巴第一小学校・青柳小学校・舟木小学校の5小学校が統合し、2016年4月に開校。5つの学校でできたので「五つ星」というスローガンとなった。

## 沿革
- 2016年（平成28年）
  - 1月15日 - 創立。
  - 4月1日 - 巴第一・大和田・徳宿・舟木・青柳の各小学校が統合し、開校。
  - 4月6日 - 開校式挙行し、校旗が授与される。
- 2020年（令和2年）
  - 1月20日 - 普通教室（13学級）に大型モニターを設置。
  - 10月29日 - GIGAスクール構想により、児童用PCタブレット配置完了。
  - 12月11日 - GIGAスクール構想により、児童用PCタブレット運用開始。

## 通学区域
- 借宿、須賀、青柳、郡境、紅葉、大川、菅野谷、大和田、上冨田、藤沼、下冨田、鳥栖本郷、鳥栖新田、秋山、駒木根、徳宿新田、徳宿本郷、東野、南野、石八戸、大戸、額相、舟木[1]

## 進学先中学校
- 鉾田市立鉾田北中学校[1]

## 周辺
- 鉾田市立鉾田北中学校 - 同一敷地内、かつ進学先中学校[2]。
- 鉾田市立鉾田北幼稚園 - 鉾田市道をはさんで、敷地が隣接。かつ、進学前幼稚園のひとつ。
- 茨城県道116号鹿田玉造線

## アクセス
- 関東鉄道バス「水戸鉾田線」で、「舟木」停留所より、
  - 鉾田駅方面行のりばから、徒歩約830m・約12分。
  - 水戸駅方面行のりばから、徒歩約870m・約13分。